# Vrabie de câmp
Vrabia de câmp (Passer montanus) este o pasăre de talie mică, din familia paseride (Passeridae) răspândită în zona temperată a Europei și a Asiei. A fost introdusă și în Statele Unite și Australia. Este o pasăre sedentară, dar unele populații sunt parțial migratoare, migrațiile fiind pe distanțe scurte, uneori medii. Populațiile din nordul Europei coboară spre sudul Europei în timpul iernii. În România și în Republica Moldova este o specie sedentară comună  în regiunile joase, urcând până în zonele mai înalte. În România mărimea populației este estimată la 1.400.000-2.800.000 de perechi cuibăritoare, iar în Republica Moldova la 200.000-300.000 de perechi cuibăritoare. Cuibărește în parcuri, grădini, livezi și pâlcuri de arbori din terenuri cultivate. Este comună în așezările rurale, unde găsește locuri potrivite pentru cuibărit, dar este mai puțin legată de localități decât vrabia de casă, fiind întâlnită și în liziere de pădure. Adeseori cuibărește în scorburi, găuri în maluri lutoase. Este o vrabie mică, frumoasă, sexele practic nu pot fi distinse pe teren. Are o lungime de 14-15 cm și o greutate de 17-30 g. Atinge în libertate longevitatea maximă de 13 ani și 1 lună. Are creștetul până la ceafă brun-ciocolatiu. Regiunea auriculară și obrazul sunt albe cu o pată neagră ca o virgulă pe partea posterioară a regiunii auriculare. Albul de pe obraz se extinde peste partea posterioară a gâtului, care capătă un aspect de colier alb (întrerupt doar la nivelul cefei). Lorumul (frâul) și dunga de sub ochi sunt negre. Părțile superioare brun-gălbui, mantaua cu striații longitudinale groase negre. Vârfurile tectricelor supraalare mijlocii și mari sunt albe și formează două dungi transversale albe pe aripă. Coada brun-cenușie. Baveta (bărbia și partea centrală a gâtlejului) este neagră. Părțile inferioare alb-murdare, flancurile cu o nuanță brun-gălbuie. Juvenilul este asemănător cu adultul, dar mai spălăcit. Este o specie monogamă. Își face cuib în diferite găuri din maluri sau râpe, în puțuri părăsite, scorburi de copaci sau chiar în diferite crăpături sau orificii mai mari din pereți stâncoși, în cuiburile berzelor, stârcilor cenușii, păsărilor răpitoare sau chiar în arbori, sub acoperișul etc. Ocupă frecvent și cuiburile artificiale și scoate din propriile cuiburi alte specii, precum lăstunii de casă, lăstunii de mal, rândunicile sau prigoriile. Cuibărește în perechi, mai rar formează colonii până la câteva zeci de perechi. Cuibul este sferic și este o construcție acoperită, făcută din tulpini și ramuri, căptușită cu puf, pene și alte materiale. De regulă, acolo unde crește pelin, acesta este folosit în construcția cuibului ca mod de apărare împotriva ectoparaziților. Construiesc ambele sexe. În aprilie, uneori chiar în ultima decadă a lunii martie, începe depunerea pontei formată din 3—7 ouă; până la sfârșitul lui iulie vrabia de câmp scoate 2 sau chiar 3 generații de pui. După o perioadă de incubație de 11—14 zile, asigurată de ambele sexe, apar puii care sunt hrăniți activ timp de 12—18 zile, când devin apți să părăsească cuibul. În timpul iernii formează stoluri numeroase, uneori de tip mixt cu alte specii de paseriforme. Consumă hrană mixtă: primăvara-vara – nevertebrate (diverse specii de insecte, melci, păianjeni, viermi), iar în rest - hrană vegetală (semințe, fructe, resturi alimentare etc.), care este colectată pe sol.  Din mai până în august, când se hrănește preponderent cu insecte dăunătoare agriculturii și silviculturii, contribuie la protejarea vegetației. La sfârșitul verii și începutul toamnei când consumă hrană vegetală poate dăuna culturilor de câmp, în special, suferă grâul, meiul, cânepa și floarea-soarelui. Sunt recunoscute 11 subspecii. În România și Republica Moldova cuibărește subspecia nominată Passer montanus montanus.

## Taxonomie
Denumirea latină inițială a acestei specii Fringilla montana a fost dată de Linnaeus în 1758 (terra typica "Europa" = nordul Italiei.).
Vrabia de câmp nu rareori hibridizează cu vrabia de casă (Passer domesticus) acolo unde una dintre cele două specii este rară și probabil are dificultăți în găsirea unui partener din aceeași specie; au fost observați de asemenea hibrizi cu vrabia negricioasă (Passer hispaniolensis).
Subspecia iubilaeus este uneori sinonimizată cu subspecia saturatus, iar subspecia obscuratus și hepaticus cu subspecia malaccensis. Subspecia propusă zaissanensis, din Kara Irtîș (Irtîșul Negru), în extremitatea estică a Kazahstanului, este inclusă în subspecia dilutus.

### Subspecii și distribuție
Unsprezece subspecii sunt recunoscute:
- Passer montanus montanus (Linnaeus, 1758)  - subspecia nominată - cuibărește în Europa, spre est prin nord-centrul Asiei până în Kamceatka și arhipelagul Komandor, spre sud până în insulele mediteraneene, Turcia, nordul Kazahstanului, nord-estul Mongoliei și nord-estul Chinei (nordul Mongoliei Interioară).

- Passer montanus transcaucasicus Buturlin, 1906  - cuibărește în estul Asiei Mici și regiunea Caucazului, la sud până în Armenia și la est până în nordul Iranului (nordul munților Elburz).

- Passer montanus dilutus Richmond, 1896 - cuibărește în regiunea Mării Caspice, spre est până în sudul Kazahstanului, nord-vestul Chinei și vestul și sudul Mongoliei, spre sud până în Afganistan și vestul și nordul Pakistanului.

- Passer montanus kansuensis Stresemann, 1932 -  cuibărește în nordul provinciei Gansu și bazinul Țaidam din nordul Chinei.

- Passer montanus tibetanus E. C. S. Baker, 1925  - cuibărește în sudul și estul Platoului Tibetan și centrul Chinei (la est până în sud-estul provinciei Qinghai și vestul provinciei Sichuan).

- Passer montanus dybowskii Domaniewski, 1915  - cuibărește în estul Asiei din sud-estul extrem al Rusiei (cursul inferior al Amurului) spre sud până în nord-estul Chinei (estul Mongoliei Interioare și Liaoning) și Coreea de Nord.

- Passer montanus iubilaeus Reichenow, 1907  - cuibărește în estul Chinei de la Beijing spre sud până în estul provinciei Sichuan și cursul inferior al fluviului Yangtze.

- Passer montanus obscuratus Jacobi, 1923 - cuibărește în Nepal, spre est până în nord-estul Indiei.

- Passer montanus hepaticus Ripley, 1948 - cuibărește în nord-estul extrem al Indiei (sud-estul statului Arunachal Pradesh) și sudul învecinat al Chinei (sud-estul Regiunii Autonome Tibet).

- Passer montanus malaccensis A. J. C. Dubois, 1887  - cuibărește în sud-estul Asiei din Myanmar spre est până în Indochina și sud-estul Chinei (inclusiv în Hainan), spre sud până în peninsula Malacca, Sumatra, Java, sudul Filipinelor, Sulawesi, insulele Sondele Mici și insulele Moluce.

- Passer montanus saturatus Stejneger, 1885 - cuibărește în Sahalin, sudul  insulelor Kurile, Japonia, Coreea de Sud, insulele Ryukyu, Taiwan, Filipine, nordul insulei Borneo și nordul insulelor indoneziene.

Vrabia de câmp a fost introdusă (subspecia nominată Passer montanus montanus) în estul SUA, unde se găsește acum în partea est-centrală a statului Missouri și partea vest-centrală a statului Illinois și în sud-estul statului Iowa. A fost introdusă (probabil subspecia Passer montanus malaccensis) și în sud-estul Australiei, unde este acum prezentă în sud-estul Victoriei și sud-estul statului New South Wales (spre nord până aproape de Sydney).
În România cuibărește subspecia nominată  Passer montanus montanus. D. Radu semnalează că în București la 18 februarie 1973 au fost colectate două femele ale subspeciei Passer montanus transcaucasicus, însă menționează totuși că trebuie să fie reconfirmată apartenența sistematică a lor. În Republica Moldova cuibărește subspecia nominată Passer montanus montanus.

## Legături externe
- Vrabie de câmp Passer montanus. SOR[nefuncțională]
- Eurasian Tree Sparrow   Passer montanus. The Internet Bird Collection (IBC). Video
- Tree Sparrow (Passer montanus). BirdGuides
- Moineau friquet Passer montanus - Eurasian Tree Sparrow. Oiseaux.net
- Moineau friquet Passer montanus - Eurasian Tree Sparrow. Photos, Oiseaux.net.
- Passer montanus (Linnaeus, 1758) - Полевой воробей. Позвоночные животные России Arhivat în 23 iulie 2018, la Wayback Machine.
- Полевой воробей Passer montanus (Linnaeus, 1758). Птицы Казахстана Arhivat în 10 februarie 2018, la Wayback Machine.
- Tree sparrow (Passer montanus). ARKive. Arhivat în 23 iulie 2018, la Wayback Machine. Video
- Feldsperlinge (Passer montanus). YouTube. Video
- Ageing and sexing Arhivat în 2 decembrie 2014, la Wayback Machine. (PDF) by Javier Blasco-Zumeta & Gerd-Michael Heinze
- Feathers of the Eurasian tree sparrow Arhivat în 24 septembrie 2015, la Wayback Machine.
- Documenting Passer montanus' nest, eggs, hatchlings, nestlings and fledglings by Isidro A. T. Savillo